# Munir Dar (hockeyer)
Munir Ahmed Dar (28 maart 1935 – 1 juni 2011) was een Pakistaans hockeyer. Dar won twee zilveren medailles op de Olympische Zomerspelen in 1956 en 1964. Dar was onderdeel van de Pakistaanse ploeg tijdens de Olympische Zomerspelen 1960 maar ontving geen gouden medaille omdat Dar niet in actie was gekomen.